# Theodotos von Ätolien
Theodotos von Ätolien (altgriechisch Θεόδοτος Theódotos) war Ende des 3. Jahrhunderts v. Chr. zuerst ein Feldherr des ägyptischen Königs Ptolemaios IV., dann des seleukidischen Königs Antiochos III.

## Leben
Theodotos war der Sohn eines Antibolos und stammte aus Kalydon in Ätolien. Nach 228 v. Chr. ging er ins Exil und trat als Feldherr in ptolemäische Dienste. Er gehörte 221 v. Chr., nach dem Tod des Ptolemaios III., zu den Befürwortern der Thronfolge des Ptolemaios IV., während dessen Bruder Magas von seiner Mutter Berenike II. unterstützt wurde. Doch Theodotos ermordete Magas im Bad und auch Berenike sowie andere hochrangige Gegner der hinter Ptolemaios IV. stehenden Fraktion wurden umgebracht, womit der Thronstreit entschieden war.
221 v. Chr. ist Theodotos auch als Statthalter in Koilesyrien bezeugt. Zu dieser Zeit führte der junge Seleukidenkönig Antiochos III. Krieg gegen Ägypten, musste aber seinen Durchbruchsversuch nach Süden aufgeben, da Theodotos die Festungen Gerrha und Brochoi zuvor besetzt, dort einen Riegel errichtet und außerdem den Engpass am Massyas zwischen Libanon und Anti-Libanon befestigt hatte.
Dieser Erfolg konnte nicht verhindern, dass Theodotos aufgrund von höfischen Intrigen nach Alexandria reisen musste und nur knapp sein Leben retten konnte. Er stand daher nun zum ägyptischen König in einem gespannten Verhältnis und misstraute dessen Beratern. So entschied er sich, durch einen Übertritt zu den Seleukiden ein sicheres Leben führen zu können und gleichzeitig Rache zu nehmen. Am Beginn des Vierten Syrischen Krieges besetzte er 219 v. Chr. Ptolemais und in seinem Auftrag der Offizier Panaitolos Tyros. Dann lud er Antiochos III. ein, Koilesyrien in Besitz zu nehmen. Der seleukidische König marschierte daraufhin mit seiner Armee in die Nähe von Gerrha und von dort auf die Nachricht, dass Theodotos vom neuen ptolemäischen Provinzstatthalter Nikolaos in Ptolemais belagert wurde, dem Eingeschlossenen zu Hilfe. Nikolaos musste sich zurückziehen. Antiochos III. gelang ein Sieg über ein ägyptisches Heer, das ihm an der Besetzung des Engpasses bei Berytos hindern sollte. Dann zog er auf der Küstenstraße nach Süden und erhielt von Panaitolos die Stadt Tyros, von Theodotos die Stadt Ptolemais ausgeliefert. Darüber hinaus übergaben die beiden Deserteure dem Seleukidenkönig die in den Häfen von Ptolemais und Tyros lagernden 40 Kriegsschiffe. Nach Vereinbarung eines viermonatigen Waffenstillstandes (Ende 219 v. Chr.) ernannte Antiochos III. Theodotos zum Oberbefehlshaber der seleukidischen Armee in Koilesyrien und kehrte in seine Hauptstadt zurück.
217 v. Chr. kam es zur entscheidenden kriegerischen Auseinandersetzung zwischen den Ägyptern und Seleukiden. Dabei fungierte Theodotos als Befehlshaber einer hervorragenden, nach makedonischer Art bewaffneten Truppe, die 10.000 Soldaten mit Silberschilden umfasste. Er suchte durch ein Attentat vor der entscheidenden Schlacht von Raphia den ägyptischen König zu ermorden und drang zu diesem Zweck mit nur zwei Begleitern in der Morgendämmerung in das feindliche Lager ein. Allerdings traf er Ptolemaios IV. nicht in seinem Zelt an. Stattdessen musste Andreas, der Arzt des ägyptischen Königs, sein Leben lassen. Auch zwei Höflinge wurden bei dem Anschlagsversuch verletzt. Theodotos konnte sicher ins syrische Lager zurückkehren. Im Endergebnis blieben aber die Ägypter gegen Antiochos III. siegreich.
Zuletzt gibt es Nachrichten von Theodotos, als er 214 v. Chr. wegen seines Mutes dem Kreter Lagoras bei dessen tollkühner Eroberung von Sardes Unterstützung leisten sollte.
Theodotos von Ätolien wird leicht verwechselt mit Theodotos Hemiolios, der zur gleichen Zeit im Dienst des Antiochos stand. Da Polybios den Namen oft ohne Zusatz erwähnt, ist die Zuordnung seiner Taten nach dem Übertritt zu den Seleukiden nicht immer eindeutig.